# Alipiusz z Tagasty
Alipiusz z Tagasty, Alypius (ur. ok. 360 w Tagaście, zm. ok. 430) – święty Kościoła katolickiego, biskup dzisiejszego Suk Ahras.

## Życiorys
Głównym źródłem informacji o Alipiuszu są dzieła Augustyna z Hippony. Pochodził z zamożnej rodziny i mimo skromnej postury oznaczał się wyjątkowymi przymiotami intelektu. Był współpracownikiem Augustyna z Hippony, którego poznał w okresie gdy ten wykładał gramatykę. Później został jego pierwszym uczniem w Kartaginie. Razem z Augustynem, który został jego nauczycielem w Kartaginie, przeszedł na manicheizm i wspólnie nawrócili się przebywając w Mediolanie. Po pobycie w Cassiciacum przyjął chrzest w Wielkanoc 387 roku, po czym powrócił do Tagasty i rozpoczął życie mnisze. 
W czasie pielgrzymki do Ziemi Świętej poznał Hieronima ze Strydonu. 
Sakrę Tagasty otrzymał w 394 lub 395 roku. W okresie pracy na stolicy biskupiej brał udział w synodzie w Kartaginie (411 r.) kiedy to stanął przeciwko donatyzmowi. W 416 roku podjął działania mające na celu zwalczanie pelagianizmu i w tej sprawie napisał do papieża Innocentego I. Z polecenia papieża Zozyma w 418 roku udał się do Cezarei Mauretańskiej, by wspomóc w sporze jaki zaistniał między tamtejszym biskupem i Augustynem. W następnych latach współpracował z papieżem Bonifacym I. Prawdopodobnie był w Hipponie, gdy umierał Augustyn. 
Do martyrologium Rzymskiego wpisany został pod dniem 15 sierpnia.